# Leptogenys humiliata
Leptogenys humiliata är en myrart som beskrevs av Mann 1921. Leptogenys humiliata ingår i släktet Leptogenys och familjen myror. Inga underarter finns listade i Catalogue of Life.